# Нацмер, Ольдвиг фон
Ольдвиг Леопольд Антон фон Нацмер (нем. Oldwig Anton Leopold von Natzmer, 1782—1861) — прусский генерал, герой войн против Наполеона.

## Биография
Родился 18 апреля 1782 года в Веллуме (Померания), сын коменданта Кольберга Генриха Вольфа фон Нацмера.
В 1795 году Нацмер был принят пажом в свиту короля Фридриха Вильгельма II. 19 января 1798 годы вступил на военную службу прапорщиком в гвардию, вскоре переведён в Генеральный штаб лейтенантом.
В кампании 1806 года Нацмер сражался против французов под Ауэрштедтом и Нордхаузеном. Под Пренцлау он был захвачен в плен, но освобождён ещё до окончания войны под честное слово что далее не будет сражаться против Франции.
После Тильзитского мира Нацмер был произведён в штабс-капитаны гвардии и принимал участие в реорганизационных мероприятиях прусской армии. В 1809 году назначен адъютантом короля и в 1810 году произведён в майоры.
В 1812 году Нацмер находился в Вене с дипломатической миссией. В 1813 году он был послан Йорком к Наполеону с известием о выходе Пруссии из коалиции с Францией, затем отправился к русскому императору Александру I и принимал участие в переговорах о военном союзе.
После вступления Пруссии в войну против Наполеона Нацмер принимал участие в ряде сражений, особо отличился в сражениях при Дрездене, Кульме и в Битве народов под Лейпцигом. 4 января 1814 года российский император Александр I пожаловал Нацмеру орден св. Георгия 4-й степени (№ 2779 по кавалерскому списку Григоровича — Степанова)
За отличия в сражениях с французами
В 1814 году Нацмер состоял при будущем прусском короле принце Вильгельме. После окончательного разгрома Наполеона и заключения Парижского мира он сопровождал короля в поездке в Англию.
Перед самым началом кампании Ста дней Нацмер получил в командование пехотную бригаду, но из-за быстрого развития событий в военных действиях участия не принимал. В октябре 1815 года он был произведён в генерал-майоры.
В 1817 году Нацмер состоял при принце Вильгельме в его поездке в Россию. С 1820 года командовал 11-й дивизией в Бреслау. В 1825 году получил чин генерал-лейтенанта и с 1827 года командовал 8-й дивизией в Эрфурте. В марте 1832 года назначен командующим 1-м армейским корпусом в Кёнигсберге. 2 сентября 1834 года назначен шефом 12-го гусарского полка.
В ноябре 1839 года, из-за проблем со здоровьем, Нацмер оставил строевую службу, вошёл в число членов Государственного совета Пруссии и был назначен генерал-адъютантом. В 1840 году произведён в генералы от инфантерии и награждён орденом Чёрного орла.
Скончался 1 ноября 1861 года в своём имении Матцдорф (округ Лёвенберг, Силезия).

## Награды
Королевства Пруссия:

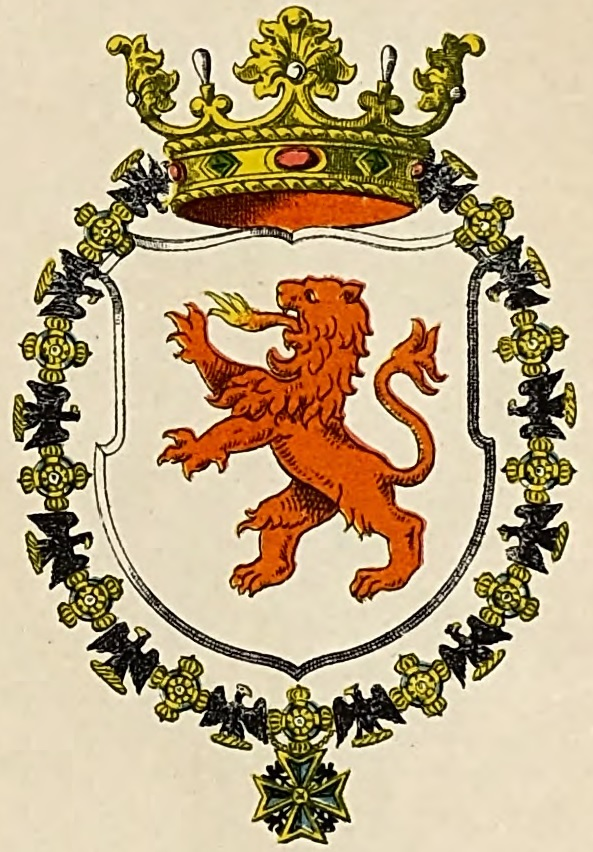
Герб генерала Ольдвига фон Нацмера с цепью ордена Чёрного орла

- Орден Святого Иоанна, рыцарь по праву (1810, Rechtsritter)[3]
- Железный крест 1-го класса (1814)[4] и 2-го класса на чёрной ленте
- Орден Красного орла 3-го класса (1816)[5]
- Орден Красного орла 2-го класса с дубовыми листьями (1818); звезда к ордену с дубовыми листьями (1830)[6]
- Крест за выслугу лет[нем.] (1825)
- Орден Красного орла 1-го класса с дубовыми листьями (1832)[7]
- Орден Черного орла (8 сентября 1840); цепь к ордену (20 февраля 1842); бриллиантовые украшения к ордену (18 января 1848)[8]

Российской империи:
- Орден Святого Георгия 4-го класса (4 января 1814)[9]
- Орден Святого Владимира 3-й степени (3 мая 1814)[10]
- Орден Святой Анны 1-го класса (2 августа 1817)[11]
- Орден Белого орла (29 августа 1834)[12]
- Орден Святого Александра Невского (6 октября 1835); алмазные украшения (9 июня 1840)[13]

Прочие:
- Военный орден Максимилиана Иосифа, рыцарский крест (королевство Бавария)
- Австрийский орден Леопольда, рыцарский крест (1814, Австрийская империя)
- Орден Святого Георгия и Воссоединения, большой крест (1822, королевство Обеих Сицилий)
- Королевский Гвельфский орден, большой крест (1826, королевство Ганновер)
- Династический орден Генриха Льва, большой крест (1841)
- Орден Нидерландского льва, большой крест (1842, королевство Нидерланды)